# Pipa
Una pipa, cachimbo o cachimba es un objeto utilizado para fumar tabaco. Consiste típicamente en una pequeña cámara (el hornillo o cazoleta) para la combustión y un tubo (cánula) que termina en la boquilla, por donde se aspira el humo procedente de la combustión. Las pipas se fabrican de diversos tamaños y con una gran variedad de materiales, siendo los más comunes (según la popularidad de su uso): brezo, maíz, espuma de mar, arcilla, cerezo, vidrio, porcelana, ebonita, metacrilato y otros materiales menos usuales.
La cazoleta en su interior posee un revestimiento de amianto a fin de proteger el material de la pipa para que no se queme.

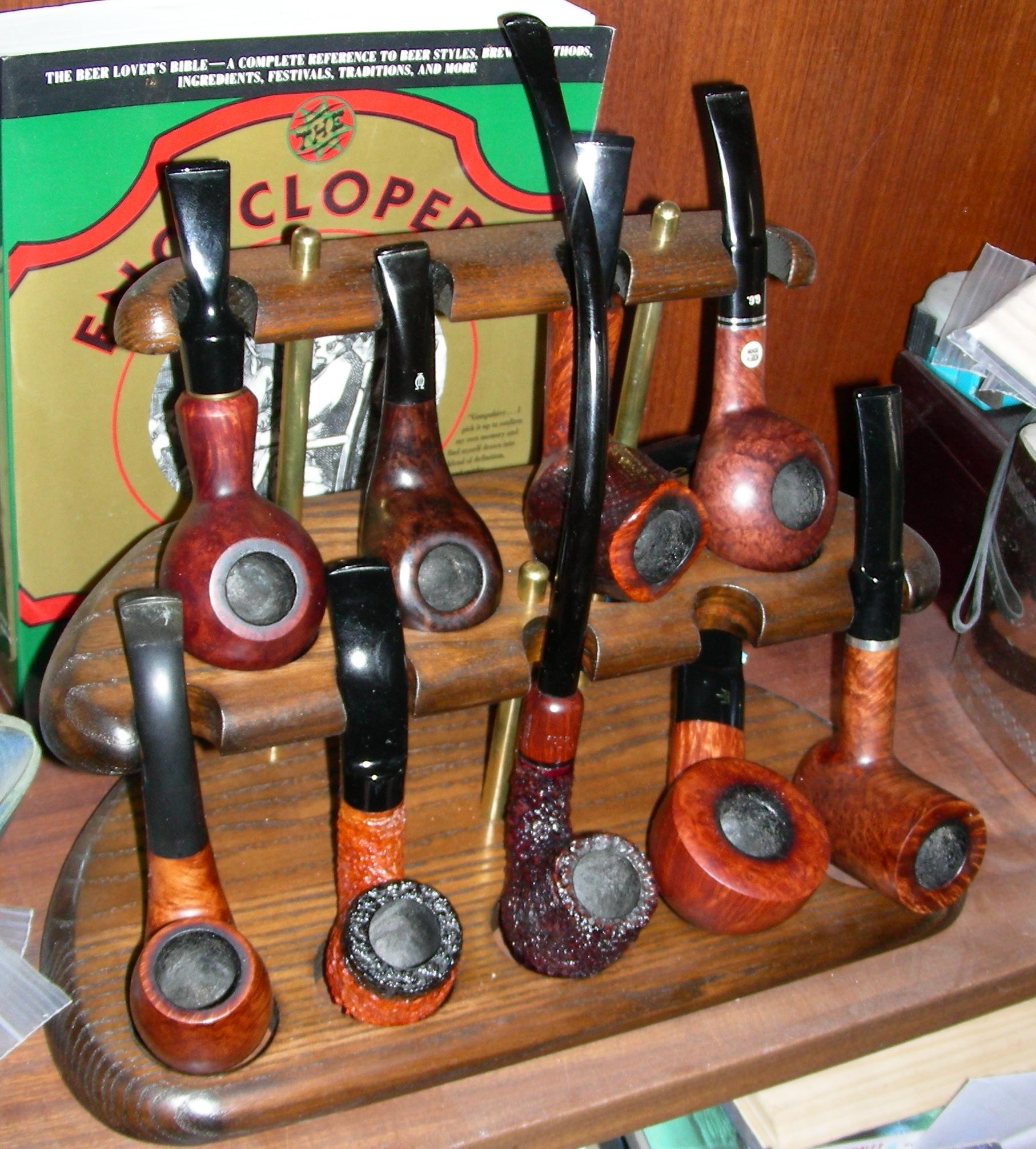
Pipas

## Pipa de tabaco
La pipa más común es la que se utiliza para fumar tabaco. Los tabacos para fumar en pipa reciben un tratamiento que les permite alcanzar matices de sabor no disponibles en otros tipos. Muchas de las mezclas (blends) usan como ingredientes de base tabacos Burley o Virginia en diversos grados de curación, a los que se agregan tabacos más "picantes" o con una intensidad o singularidad de sabor mayor. Entre estos, los más comunes son la Latakia (un tabaco de sabor intensamente ahumado, curado con humo, originario de Chipre o Siria), el Perique (un tabaco muy picante que solo se cosecha y elabora en una pequeña zona de Luisiana) o tabacos Burley y Virginia originarios de África, India o Sudamérica.
Tradicionalmente, las mezclas provenientes de EE. UU. pueden elaborarse con tabaco Perique, o también tabaco Burley de ese mismo origen, al que se añaden ingredientes aromáticos para producir unas mezclas más "dulces". En cambio, los tabacos de estilo inglés se elaboran solo con tabacos Virginia de sabor natural, con el agregado de variedades de origen oriental como la Latakia. Existen otros estilos, como las mezclas danesas o neerlandesas, caracterizadas por producir tabacos muy aromáticos y con altos contenidos de Black Cavendish, fáciles de fumar para el principiante y más "amigables con el entorno" que una mezcla inglesa. 

### Cuestiones relativas a la salud
El tabaco que se fuma en la cachimba contiene menos cantidad de sustancias cancerígenas que el que se emplea para fabricar cigarrillos, pero puede acarrear diversos problemas de salud, entre ellos cáncer de laringe, en lugar del cáncer de pulmón más habitual en los fumadores de cigarrillos. El estilo de fumar, el ritmo y la frecuencia son factores que influyen en la cantidad de nicotina que se inhala.[cita requerida] A diferencia de los cigarrillos, el tabaco para pipa no contiene alquitrán.

## Materiales y construcción

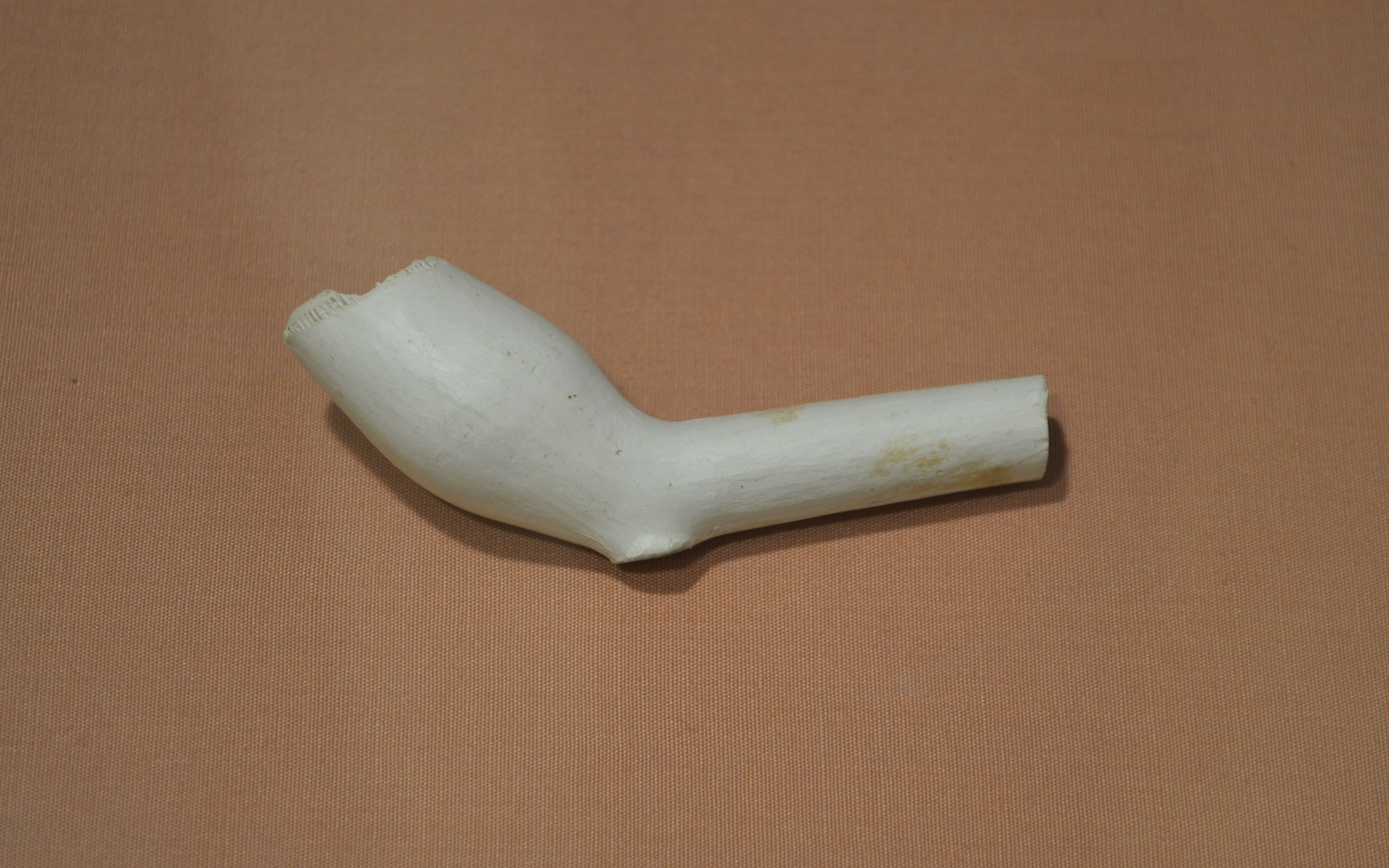
Pipa de fumar tabaco, procedente de Ámsterdam. C. 1672-1724, Alcoy, casco urbano. Museo Arqueológico Municipal de Alcoy.

Existe una enorme variedad de formas y calidades de pipas, que van desde las elaboradas en serie utilizando máquinas, hasta las hechas a mano por artesanos renombrados, que pueden alcanzar precios elevadísimos y constituir verdaderas piezas de colección.
El material y la forma de la pipa tienen una profunda influencia sobre la estética y el desarrollo de una fumada.

### Brezo

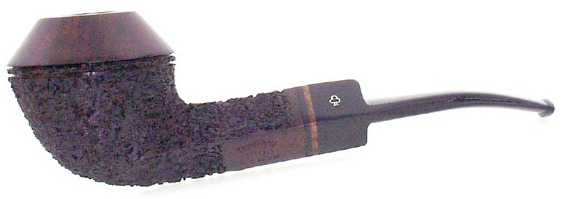
Pipa de brezo.

La gran mayoría de las pipas que se venden hoy en día, ya sean hechas a mano o en serie, se fabrican con brezo, con la parte de su madera que se extrae de la raíz del Erica arborea, que crece en suelos arenosos y rocosos de las regiones mediterráneas. Su elevada resistencia al calor, su dureza y la belleza de los dibujos de la madera, lo han convertido en el material ideal y más utilizado para fabricar pipas.

### Espuma de mar (o sepiolita)

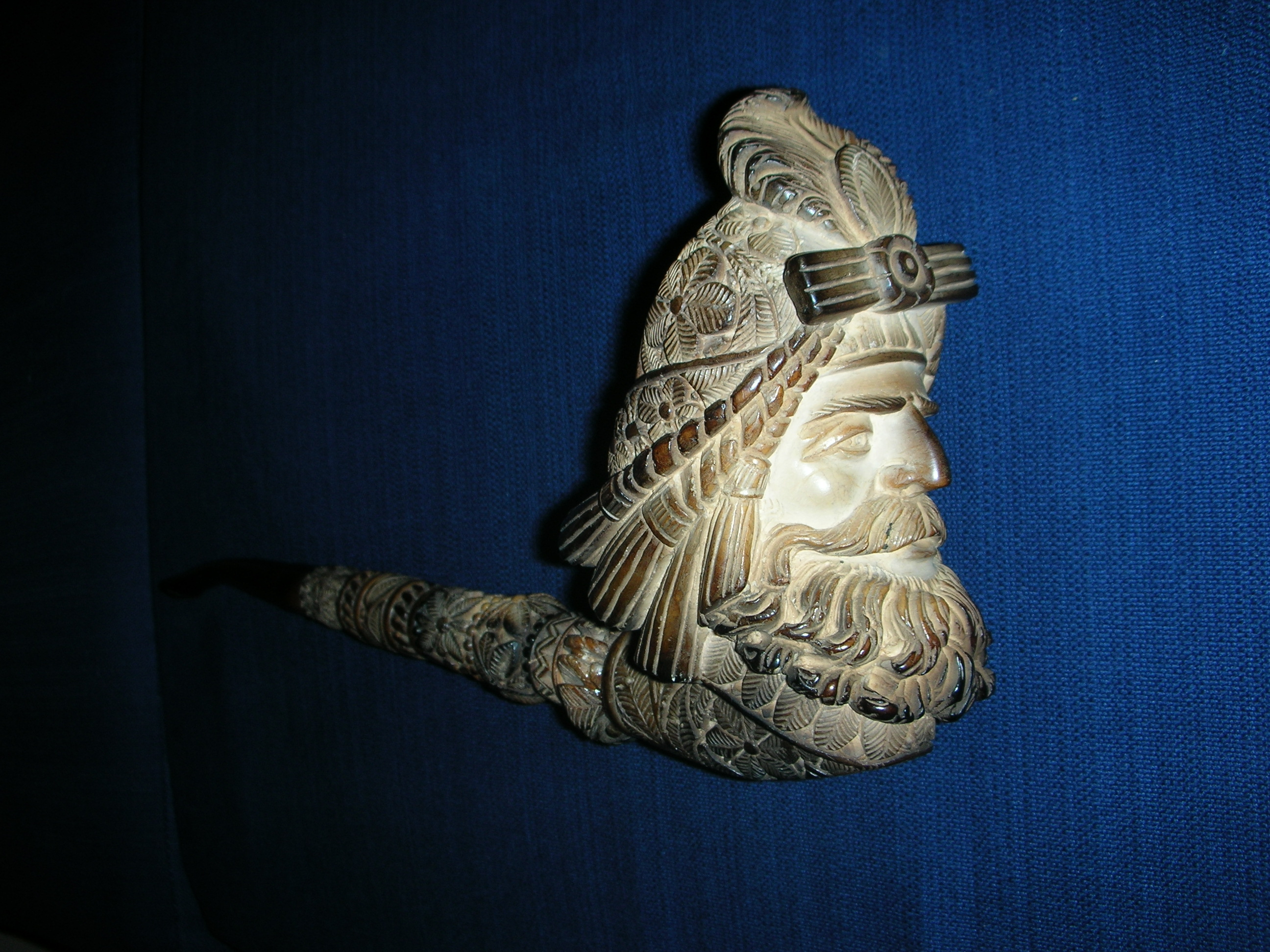
Pipa de espuma de mar turca.

El material denominado espuma de mar (Meerschaum en alemán), llamado en mineralogía sepiolita, es un silicato hidratado de magnesio, un mineral que se halla principalmente en pequeños depósitos alrededor de la ciudad de Eskisehir, en Turquía central. Es muy valorado por su plasticidad, que permite que sea trabajado en formas decorativas y figurativas. Antes de la introducción del brezo, y junto con la arcilla, era el material más utilizado para la fabricación de pipas. De color originalmente blanco (de ahí su nombre), con el uso va absorbiendo elementos del tabaco, cambiando su color hacia diversos tonos dorados, marrón e incluso (tras varias generaciones) negro. El proceso de coloración lleva muchísimos años; aún en nuestro tiempo se considera como un legado valioso generalmente entre primogénitos varones de un mismo linaje (abuelo, padre, hijo).

### Arcilla

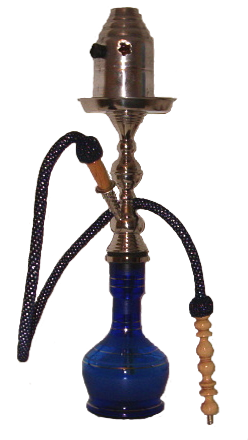
Un narguile.

Se utiliza arcilla muy fina y blanca. Las pipas de baja calidad son de porcelana formada a partir de un molde. Son muy porosas y frágiles, y transmiten sabores impuros a la fumada. Las pipas de arcilla de la más alta calidad, en cambio, son fabricadas a mano y, pese a la alta temperatura que pueden generar durante la fumada, permiten disfrutar del sabor "casi puro" del tabaco.

### Cerámica
Históricamente las pipas de cerámica están entre las primeras utilizadas por la humanidad, como lo demuestran piezas arqueológicas encontradas en Mesoamérica durante la época prehispánica. [cita requerida]

### Maíz
Las pipas de maíz se fabrican utilizando la mazorca de una variedad de maíz cultivada a tal efecto en Estados Unidos. Suelen ser baratas y poco duraderas. El más famoso fumador de este tipo de pipa fue el general Douglas MacArthur. Existen, no obstante, personajes ficticios que son grandes fumadores de este tipo de pipas, como Popeye.

### Coronilla
El coronilla (scutia buxifolia) es un árbol corpulento, bajo y espinoso, de muy lento crecimiento, apenas dos milímetros por año (por lo que un tronco de 25 centímetros de diámetro tendría 125 años). Es muy común en los montes serranos y ribereños a orillas de los ríos del sur de Brasil, Uruguay y norte de Argentina. Es un árbol que se destaca por su tono de verde y la abundancia de pequeñas hojas que pueden brindar, en ejemplares de buen tamaño, muy buena sombra. Su madera es dura, muy apreciada y perseguida para leña.
La madera es albura de color rosado, duramen castaño rojizo, con anillos poco demarcados, textura fina, algo quebradiza, muy dura y extremadamente pesada, muy durable a la intemperie y en contacto con el suelo. 
Cuando el cauce de los ríos es bajo, las raíces del coronilla son desenterradas, surgiendo un material ideal para la talla. Las pipas fabricadas de esta madera, añejada y curada por las inclemencias climáticas y la acción de los elementos minerales de los ríos, son perfectas para la fumada, pues no se queman, ni se rajan y tampoco se calientan.

### Nazareno
El nazareno (Peltogyne purpurea) es una madera de color púrpura, muy dura, pero no tan pesada; se compara con la calidad del brezo. Se utiliza para artesanía. Actualmente, debido a que se encuentra en peligro de extinción, solo se comercializan pequeños bloques en el mercado. Crece desde Costa Rica hasta el norte de Colombia. Antes, se empleaba también en construcciones, pisos y objetos finos.

## Otras pipas
Existen pipas más específicas para fumar otras sustancias, como el cannabis. Estas suelen ser más pequeñas, y su técnica de fumado es diferente a la del tabaco. Hay también otro tipo de pipas más sofisticadas, llamadas narguile, cuya principal característica es que utilizan agua para filtrar las sustancias nocivas de las plantas quemadas, aunque tienen efectos negativos sobre la salud, como el riesgo de contraer ciertas enfermedades, por ejemplo, un herpes simple si se comparte. Si se fuma tabaco normal o de diferentes sabores, puede conllevar un cáncer de garganta o de pulmón, o incluso, dependiendo de la sustancia inhalada, un tumor leve en boca o encías. La pipa utilizada por el movimiento rastafari es la Chalice.